# 18 Wheeler: American Pro Trucker
18 Wheeler: American Pro Trucker est un jeu vidéo de course sorti sur arcade en 2000 au Japon, puis converti sur Dreamcast, PlayStation 2 et GameCube.

## Système de jeu
18 Wheeler: American Pro Trucker est un jeu de course de véhicules articulés au gameplay orienté arcade. Le jeu se déroule sur les routes des États-Unis.

## Accueil
18 Wheeler American Pro Trucker reçoit un accueil moyen de la critique spécialisée. La version Dreamcast du jeu obtient un score de 67 % sur l'agrégateur de critiques Metacritic sur la base de 14 critiques, la version PlayStation 2 obtient 61 % sur la base de 11 critiques et la version GameCube obtient 52 % sur la base de 17 critiques,,.